# Oligembia darlingtoni
Oligembia darlingtoni is een insectensoort uit de familie Teratembiidae, die tot de orde webspinners (Embioptera) behoort. De soort komt voor in de Dominicaanse republiek.
Oligembia darlingtoni is voor het eerst wetenschappelijk beschreven door Ross in 1944.